# Независимая игра: Кино
«Независимая игра: Кино» (англ. Indie Game: The Movie) — документальный фильм, созданный совместно канадскими режиссёрами Джеймсом Свирски и Лизанн Пажо. Фильм повествует об истории четырёх независимых разработчиков, работавших над тремя известными инди-играми. Это Эдмунд Макмиллен и Томми Рефенеса работавшие над Super Meat Boy, Фил Фиш — над Fez и Джонатан Блоу, размышлявший об успехе Braid.
После двух успешных компаний по сбору средств на Kickstarter, Джеймс и Лисанна провели интервью с несколькими известными инди-разработчиками. Из отснятого материала длительностью в 300 часов, режиссёры решили оставить историю о четырёх разработчиках. Идея заключалась рассказе о развитии трёх игр в «прошлом, настоящем и будущем», отражённом в историях разных людей.

## Сюжет
Фильм рассказывает об особенностях разработки инди-игр и в целом разности к подходу разработки игр отдельными разработчиками и компаниями. Если последние стремятся создать масштабные игры с продвинутой графикой и обилием игрового материала, развлекая миллионы игроков, то инди-игры можно рассматривать, как авторские проекты или произведения искусства. Отсутствие спонсора гарантирует возможность творческого самовыражения и позволяет изображать в игре зачастую табуированные для коммерческих игр темы. На момент съёмок, игра Braid уже была выпущена, Super Meat Boy готовилась к выпуску, а Fez находилась в стадии производственного ада.
| |  |  |  |
| Фильм рассказывает о четырёх инди-разработчиках: Эдмунд Макмиллен, Томми Рефенес, Фил Фиш и Джонатан Блоу |  |  |  |

### Braid
Разработка Braid — это рассказ о прошлом и размышления о причинах успеха. Джонатан Блоу рассказал о том, что хотел вложить в свою игру свои самые глубокие недостатки и страхи. Блоу признался, что с игровой механикой, завязанной на манипуляции временем он случайно обнаружил золотую жилу, а эксперименты превратились в череду открытий. Блоу не ожидал, что его Braid станет настолько успешной и сильно волновался по поводу того, что думали о его игре.
Braid стала интернет-сенсацией. Её обсуждали журналисты и другие разработчики. Блоу оставлял комментарии-ответы почти под каждым выпущенным постом, отвечая на критику или оспаривая написанное. Он выражал неудовольствие тем, что большинство игроков не поняли главные темы в игре, хваля по его мнению банальные вещи. Из-за этого Блоу стал источником для шуток среди интернет-пользователей и предметом для интернет-мемов. После этого разработчик впал на несколько месяцев в депрессию после выхода игры.

### Super Meat Boy
Эдмунд МакМиллен, работающий над Super Meat Boy рассказал, что хотел просто создать игру, о которой больше всего мечтал бы в свои 13 лет. Super Meat Boy — это классический платформер, похожий на многие старые игры, в которые когда то сами играли разработчики — Super Mario, Metroid и другие, однако «хулиганский», пронизанный сатирой и шутками для взрослых. Эдмунд МакМиллен рассказал, как начал разработку игр и его первым проектом стала Aether, посвящённая детским фантазиям и страхам. Каждый уровень в Super Meat Boy создан так, чтобы поэтапно обучать игрока управлению.
На момент интервью, разработка Super Meat Boy почти завершена и вот вот выйдет. Томми Рефенес работает на износ чтобы успеть доделать игру. Microsoft предложила Томми и Эдмунду выпустить игру к промоакции на Xbox Live Arcade, это была прекрасная возможность для рекламы, но разработчикам требовалось исправить ошибки и довести игру до презентабельного вида. В итоге у Томми с Эдмундом даже не хватало времени на сон, Эдмунд сравнивал ситуацию с концлагерем и с коллегой дошёл до состояния эмоционального выгорания. Это плохо сказывается на здоровье Томми, а Эдмунд ссорится с женой. Он вспоминает, как в 2005 году на вручении премии игре Gish сделал предложение своей будущей жене. Рефенес же находился в бедственном финансовом положении и понимает, что поставил на кон всё ради предстоящего релиза игры.
Наступает день релиза Super Meat Boy, но Томми и Эдмунд не видят свою игру в главном списке игр на промоакции и впадают в отчаяние, понимая что Microsoft их обманули и предвкушают коммерческий провал. Однако на следующий день они узнают о массовых продажах игры и с удовольствием наблюдают за реакциями игроков на сложные уровни.

### Fez
Фил Фиш на момент интервью продолжал работать над Fez уже 4 года. К этому моменту игра уже стала сенсацией, Фил сам стал знаменитой фигурой в среде геймдев сообщества. Фил стал испытывать сильное общественное давление, почему же он так и не выпустил свою игру и даже стал целью для травли. Вышеописанное вгоняло Фиша в депрессию, подрывало психику. Фиш как перфекционист всё не был доволен своей игрой и постоянно переделывал её, например несколько раз полностью перерисовывал графику. Из-за этого он поссорился со своим партнёром, помогающем в разработке игры. Также проблемы Фиша сопровождали в личной жизни, смертельная болезнь отца но с удачным излечением, его развод с матерью, развод Фиша с девушкой. На момент интервью Фиш находился в подавленном состоянии, не зная, сумеет ли он в одиночку завершить проект, но он не сдавался, понимая что на кону стоят его имя и карьера и заявляя с уверенностью что покончит жизнь самоубийством если отпустит руки. Фиш также рассказал, как ещё в 1990-е годы в качестве хобби помогал своему отцу разрабатывать игры для Macintosh.
Впервые за несколько лет Фиш сможет представить бета-версию игры на Penny Arcade Expo, однако демонстрацию игры может сорвать бывший партнёр, обладающий авторскими правами на игру. Фильм показывает процесс подготовки Фиша к выставке и то, как разработчик пребывает в состоянии нервного срыва. Тем не менее Фишу удаётся организовать выставку со своей игрой и несмотря на то, что Fez постоянно зависает и её надо перезагружать, посетители положительно реагируют на игру. Фиш даёт интервью игровой прессе, а бывший партнёр отказывается от прав на игру.

## Выпуск
Режиссёры выбрали необычную стратегию по распространению фильма, не только демонстрируя его на кинофестивалях, но и рекламируя в интернете. Фильм распространялся через iTunes и игровую платформу Steam без DRM-защиты. Фильм позже появился на других цифровых дистрибьютерах. Данный эксперимент был задокументирован режиссёрами в режиме онлайн. Более половины дохода от продаж фильма пришлись на цифровые платформы. Премьера фильма состоялась на британском телеканале Channel 4 30 ноября 2013 года после фильма «Как видеоигры изменили мир».
24 июля 2013 года состоялся выпуск особого издания с подписанным вручную бокс-сетом из трех DVD, включая плакаты с логотипом фильма и принты дополнительных изображений на упаковке, нарисованных Эдмундом Макмилленом. Данное издание также включали дополнительные сцены, рассказывающие историю с разработчиками через два года.
Летом 2018 года, благодаря уязвимости в защите Steam Web API, стало известно, что точное количество пользователей сервиса Steam, которые смотрели фильм хотя бы один раз, составляет 184 842 человека.

## Критика
«Независимая игра: Кино» вызвала повышенный интерес у игрового сообщества с момента её анонса. Рейтинг одобрения на Rotten Tomatoes составил 93 % на основе 26 оценок. На агрегаторе Metacritic рейтинг одобрения составил 73 из 100 возможных баллов. Представитель G4 TV похвалил фильм, заметив что его обязательно стоит посмотреть как издателям или разработчикам, так как потребителям. Аналогично заметила редакция Ain’t It Cool News, заметив то, как фильм отлично демонстрирует поражения, победы, слёзы и улыбки инди-разработчиков. А сам фильм обязателен к просмотру всем геймерам и тем, кого интересует захватывающие истории про аутсайдеров.
Фильм критиковали за слишком однобокое освящение истории о конфликте между Филом Фишем и его бывшем партнёром Джейсоном ДеГрутом, который якобы хотел саботировать выставку Фиша на Penny Arcade Expo, но на деле это были лишь опасения Фиша. Операторы не брали интервью у самого ДеГрута, а титры в фильме утверждали, что ДеГрута просили «не сниматься в фильме». ДеГрут и его коллега, работавшие тогда над игрой Dyad обвинили в твиттере создателей фильма во лжи и клевете. Кен Шахтер, новый деловой партнер Фиша, показанный позже в фильме, также выступил исполнительным продюсером фильма. Через несколько дней сообщение в титрах было изменено на то, что ДеГрута «не просили» сниматься в фильме.
Фильм получил награду World Cinema Documentary Editing Award на 28-м вручении на кинофестивале «Сандэнс». Фильм также был признан лучшим документальным фильмом ассоциацией кинокритиков штата Юта и номинирован на премию на мероприятии Canadian Screen Awards.